# Централна гара Загреб
Централна гара Загреб (на хърватски: Zagreb Glavni kolodvor) e основната железопътна гара в Загреб. Намира се на 1 км южно от основния градски площад. Това е най-голямата гара в Хърватия.

## История
През 1890 г. кралското унгарско правителство приспособява сградата за централна гара и основна гара за поддръжка в Загреб. Конструкцията на сградата е 186,5 метра дълга, в неокласически стил. Ференц Пфаф е архитектът, проектирал сградата. Скулптурите са направени от унгарския скулптор Вилим Маршенко. Сградата на гарата е отворена на 1 юли 1892 г.
На сградата е направена реконструкция в периода 1986 – 1987 г., точно преди 100-годишнината от откриването ѝ. Втора реконструкция е направена през 2006 г.

## Галерия
- Интериорът на гарата
- Изглед от източната платформа
- Градската линия HŽ серия 6111 на перон
- Статуя на крал Томислав пред гарата